# Stanley Clarke
Stanley Clarke (ur. 30 czerwca 1951 w Filadelfii) – amerykański muzyk jazzowy, którego nowatorski styl gry na kontrabasie i gitarze basowej wywarł szeroki wpływ na muzykę jazzową. Znany również jako kompozytor ścieżek dźwiękowych do filmów i audycji telewizyjnych.
Największą sławę przyniosły mu występy w grupie fusion-jazzowej Return to Forever oraz rola lidera wielu grup jazzowych.
Wydał jako autor, muzyk sesyjny, gość i producent ponad 50 wydawnictw muzycznych.